# Serge Radermacher
Serge Radermacher (ca. 1973) is een Belgisch journalist en voormalig jiujitsuka.

## Levensloop
Radermacher is afkomstig uit Brussel en studeerde 'journalistiek en communicatie' aan de ULB.
In 2009 won hij tweemaal goud op de wereldkampioenschappen Braziliaans jiujitsu.